# محمد المرسي
محمد المرسي (مواليد 9 مارس 1986) هو لاعب كرة قدم مصري يتمركز في خط الهجوم. نشأ في قرية بساط، بدأ مع نادي المنصورة ثم انتقل إلى نادي الزمالك يلعب المرسي في صفوف نادي الاتحاد السكندري حاليا.